# Dora Cojocaru
Dora Cojocaru (* 20. August 1963 in Baia-Mare) ist eine rumänische Komponistin.
Cojocaru studierte an der Musikakademie Gheorghe Dima in Cluj-Napoca und erwarb dort 1986 Diplome in den Fächern Komposition, Pädagogik und Klavier. Nach einem Studium bei Johannes Fritsch an der Hochschule für Musik Köln erhielt sie den Mastergrad für Komposition. 1997 erwarb sie mit einer Arbeit über György Ligeti den Grad eines Ph.D. der Musikwissenschaften. Nach der Veröffentlichung 1999 wurde die Arbeit mit einem Literaturpreis in Rumänien ausgezeichnet.
Von 1990 bis 2002 unterrichtete sie an der Musikakademie von Cluj-Napoca, daneben arbeitete sie von 1993 bis 1995 für den Westdeutschen Rundfunk. 2002 übersiedelte sie nach Montreal und unterrichtete bis 2009 an der McGill University.

## Werke
- Structuri für Orchester, 1985
- Luci, soare, luci, Kantate für Chor und Orchester, 1986
- Bocet pentru Manole, Kantate für Vokalsolisten und Kammerensemble, 1987
- Cantos II für Mezzosopran und Klarinette, 1991
- Vitalitate! für Streichorchester, 1991
- Poarta Soarelui für Flöte und Schlagzeug, 1992
- A3 für Klarinette, Klavier und Schlagzeug, 1992 (CD: Hungaroton, Budapest, 1998)
- Trills, Streichtrio, 1992
- Streichquartett Nr. 1, 1994
- Riga Crypto si Lapona Enigel, Kammeroper, 1994
- Concertare, Posaunenquartett, 1995
- Galgenlieder in der Nacht, Kammerkantate nach Christian Morgenstern für Sopran und Ensemble, 1995
- Fragmenti für Posaune solo, 1996
- 5 Momente Efemere für Bläserquintett, 1996
- Streichquartett Nr. 2 "...esser loro Padre, Guida ed Amico! - in memoriam A. Kaercher", 1996
- ...on revient toujours! für Klarinette und Ensemble, 1996
- Refrains für Klarinette solo, 1997 (CD: Computer Music Production, Cluj, 2002)
- Qu.-Sax., Saxophonquartett, 1997
- Trio Violinissimo, 1998
- Violinissimo für Streichqnsemble, 1998
- Konzert für Perkussion und Orchester, 1999
- Dati-mi lampa lui Aladin, Kammerkantate für Sopran und Ensemble, 1998 (CD: Computer Music Production, Cluj, 2002)
- Die andere Seite der Stille für Oboe, Violine, Viola und Cello, 2001 (CD: GunPowderTower Studio, Sibiu, 2002)
- Concerto für Oboe und Streicher, 2001 (CD: Sibiu, 2002)
- Transparences für Klarinette und Ensemble, 2002
- Basler Konzert für Posaune und Kammerensemble, 2002
- De doinit für Querflöte und Cembalo, 2003
- Etudes oubliées, Klarinetten (Fagott-)quartett, 2003
- Virelais et virelangues, Kammerkantate für Stimme und Ensemble, 2003
- Schattenspiel für Oboe und Cello (oder Klarinette), 2004
- Clopote si orgi für Orgel, zwei Orgelpositive und Röhrenglocken, 2004
- Venedig für Stimme, Querflöte, Barockcello und Cembalo (Text nach Friedrich Nietzsche), 2005